# Jesse Hughes

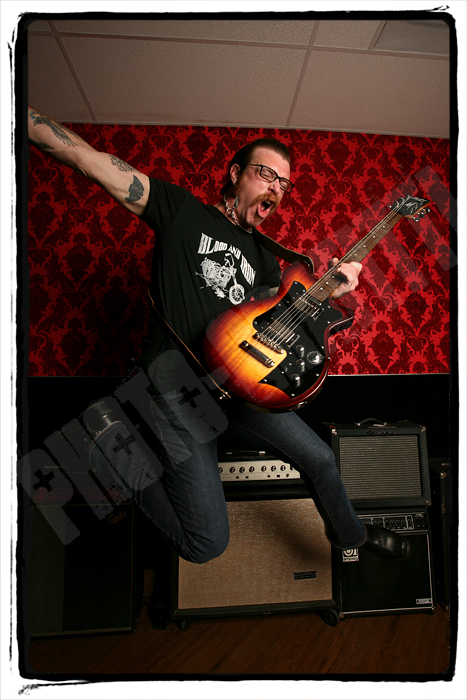
Jesse Hughes

Jesse Hughes (ur. 24 września 1972) – amerykański muzyk, lider zespołu Eagles of Death Metal. Pełni rolę wokalisty i gitarzysty. Jego pseudonimy to "The Devil", "Boots Electric", "J Devil".